# Heiri Suter
Heinrich ("Heiri") Suter (Gränichen, 10 juli 1899 – Bülach, 6 november 1978) was een Zwitsers wielrenner.

## Carrière
Suter is de eerste niet-Belg die de Ronde van Vlaanderen won. Bovendien slaagde hij er dat jaar in als eerste renner de dubbel: Ronde van Vlaanderen en Parijs-Roubaix te winnen in hetzelfde seizoen. Samen met zijn landgenoot Fabian Cancellara en de Nederlander Mathieu van der Poel is hij de enige niet-Belg die daar in slaagde.
Daarnaast was hij ook zesmaal de beste in het Kampioenschap van Zürich en was hij tweemaal winnaar van Parijs-Tours.
Heiri Suter kwam uit een gezin van meerdere goede wielrenners, waaronder zijn broers Franz, Paul en Max.

## Privéleven
Suter was afkomstig uit het Duitse gedeelte van Zwitserland. Hier werd hij dan ook Heiri genoemd. In het Franstalige deel van het land werd hier Henri van gemaakt.

## Overwinningen
1919
- Kampioenschap van Zürich
- Ronde van Zürich

1920
- Nationaal kampioenschap op de weg
- Kampioenschap van Zürich
- Nordwest-Schweizer-Rundfahrt

1921
- Nationaal kampioenschap op de weg
- Nordwest-Schweizer-Rundfahrt
- GP Aurore

1922
- München-Zürich
- Kampioenschap van Zürich
- Nordwest-Schweizer-Rundfahrt
- Nationaal kampioenschap op de weg

1923
- Genève
- München-Zürich
- Nordwest-Schweizer-Rundfahrt
- Ronde van Vlaanderen
- Parijs-Roubaix

1924
- 3e etappe Bordeaux-Marseille
- Circuit de Champagne
- Tour du Lac Léman
- Kampioenschap van Zürich

1925
- Circuit de Champagne
- Bordeaux-Parijs

1926
- Nationaal kampioenschap op de weg
- Rund um Köln
- Parijs-Tours

1927
- Parijs-Tours
- Tour du Lac Léman

1928
- Kampioenschap van Zürich

1929
- Nationaal kampioenschap op de weg
- Kampioenschap van Zürich
- Circuit Franco-Suisse
- Nordwest-Schweizer-Rundfahrt
- Tour du Lac Léman

1932
- Zwitsers kampioen op de baan onderdeel halve fond, elite

1933
- Zwitsers kampioen op de baan onderdeel halve fond, elite

## Resultaten in voornaamste wedstrijden
| Jaar | Milaan-San Remo | Ronde van Vlaanderen | Parijs-Roubaix | Ronde van Lombardije | Parijs-Tours |  | WK op de weg |
| ---- | --------------- | -------------------- | -------------- | -------------------- | ------------ |  | ------------ |
| 1919 |                 |                      |                | ↑                    |              |  |              |
| 1920 | opgave          |                      | 13e            |                      |              |  |              |
| 1921 |                 |                      |                | 7e                   |              |  |              |
| 1922 |                 |                      |                |                      | ↑            |  |              |
| 1923 |                 | ↑                    | ↑              |                      | opgave       |  |              |
| 1924 |                 | opgave               | 7e             |                      | opgave       |  |              |
| 1925 |                 |                      | 5e             |                      | 4e           |  |              |
| 1926 |                 |                      | 50e            |                      | ↑            |  |              |
| 1927 | 5e              |                      |                |                      | Goud         |  | opgave       |
| 1928 |                 |                      |                |                      |              |  | opgave       |
| 1929 | 26e             |                      |                |                      | 38e          |  | 12e          |
| 1930 |                 |                      | 6e             |                      |              |  | 16e          |
| 1938 | 98e             |                      |                |                      |              |  |              |

- Gemeinsame Normdatei: 1230313125
- Système universitaire de documentation: 079033385
- Virtual International Authority File: 16821851
- WorldCat: E39PCjrfyKWVGqctHKm8v7MXkC